# تیری ماریخال
تیری ماریخال (انگلیسی: Thierry Marichal؛ زادهٔ ۱۳ ژوئن ۱۹۷۳) دوچرخه‌سوار اهل بلژیک است.